# Dynamene bifida
Dynamene bifida är en kräftdjursart som beskrevs av Gianantonia Torelli 1930. Dynamene bifida ingår i släktet Dynamene och familjen klotkräftor. Inga underarter finns listade i Catalogue of Life.